# Ignata
Ignata is een geslacht van vlinders van de familie Lycaenidae, uit de onderfamilie Theclinae.

## Soorten
- I. brasiliensis (Talbot, 1928)
- I. elana (Hewitson, 1874)
- I. gadira (Hewitson, 1867)
- I. levis (Druce, 1907)
- I. mulsus (Druce, 1907)
- I. norax (Godman & Salvin, 1887)